# Liceo classico Giovanni Maria Dettori
Il Liceo classico Giovanni Maria Dettori è uno dei tre licei classici presenti nella città di Cagliari. Dai documenti risulta fondata nel 1852, ma i Regi Licei furono istituiti con la legge Casati del 1859, quindi non è possibile che il "liceo" sia stato fondato nel 1852; semmai, risale a quest'anno la fondazione di una precedente istituzione scolastica. Dopo oltre un secolo nella storica collocazione in piazza Dettori, dal 1956 la scuola ha sede in via Cugia al numero 2, primo edificio cagliaritano appositamente concepito per una scuola superiore.

## Storia

### La prima sede

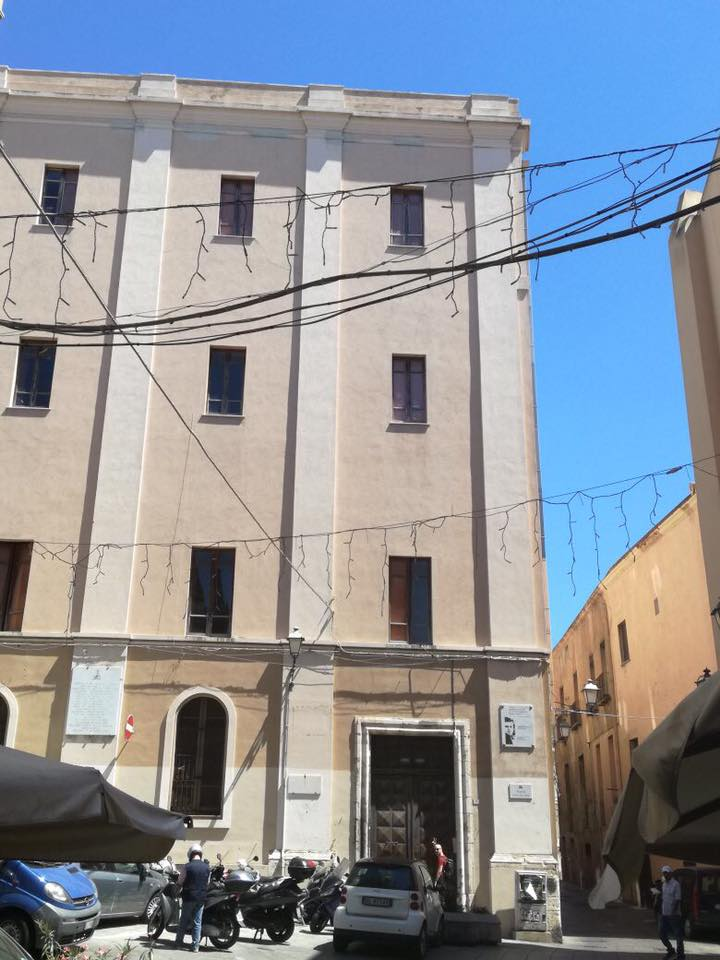
Vecchia sede del Liceo in Piazza Dettori

La sede originaria del Liceo classico "Giovanni Maria Dettori" è un edificio eretto nel 1852 sulla precedente sede dell’antica scuola dei Padri Gesuiti, situata in piazza Dettori a fianco della chiesa di S. Teresa d'Avila.
La Legge Casati, regio decreto legislativo del 13 novembre 1859, n. 3725 del Regno di Sardegna, deliberò l’istituzione del Regio Liceo, che in base al successivo regio decreto del 4 marzo 1865 assunse il nome di Liceo "Dettori".
L’edificio, sin dalle origini, risultò troppo piccolo per la destinazione: per le ore di ginnastica occorreva utilizzare spazi esterni, individuati spesso fuori dal quartiere di Villanova o vicino al Santuario di Nostra Signora di Bonaria. Il numero di aule era insufficiente a ospitare l'elevato numero di allievi: due classi dovevano spostarsi per l’istituto, occupando di ora in ora le aule libere.

Nel 1912, su progetto dell’ingegnere Giuseppe Costa, l’edificio fu sopraelevato di un piano, ma il continuo crescere degli studenti rendeva incombente la necessità di una nuova sede.
Nel novembre 1919, il Comune commissionò all’ing. Lorenzo Leone un nuovo progetto, ma senza indicare un’area precisa; qualche mese dopo questa venne individuata nel vico Sassari, vicino a piazza del Carmine. Per alcuni anni, a causa della precarietà dell’istituto e della crisi economica, il progetto non riuscì a compiersi, ma in seguito alla riforma Gentile del 1923 si riprese l’attività per il liceo classico.
Nel 1933, grazie a una nuova iniziativa, si programmò la costruzione di un edificio in un’area privata all’angolo tra via Satta e via Grazia Deledda. Il progetto, affidato questa volta al provveditorato alle opere pubbliche, venne preparato dall’ingegnere Bruno Cipelli, ma la vicenda si concluse in modo negativo nel 1938, quando la mediazione tra Comune e privati si interruppe.

### La seconda guerra mondiale
La seconda guerra mondiale costrinse ad affrontare ulteriori problemi, anche di sicurezza, nati durante le lunghissime vacanze natalizie durate dal 20 dicembre 1942 al 15 febbraio 1943. I successivi bombardamenti aerei del 17, 26 e 28 febbraio dello stesso anno, che colpirono la città uccidendo migliaia di civili e demolendo edifici e case private, determinarono la sospensione delle lezioni dal 27 febbraio.
Molti studenti e docenti sfollarono nei paesi della Sardegna, e intanto si giunse all’organizzazione di alcune sezioni staccate a Mogoro e Isili e successivamente a Dolianova.

### La fine dei lavori
Con la fine della seconda guerra mondiale, l’iniziativa di una nuova sede fu ripresa, dando il via nel 1953 a un progetto dell’ingegnere Maurizio Bufalini, che in realtà si rifaceva ai progetti elaborati precedentemente.
Nel 1954 venne aperta una sezione staccata a Carbonia; nel 1959 la sezione divenne una scuola autonoma, intitolata ad Antonio Gramsci.
Dopo una prima fase di lavori tra il 1955 e il 1956, furono trasferite diverse classi fino all’abbandono totale della sede storica dei Gesuiti, passata poi al Liceo ginnasio statale Siotto Pintor, e all'inglobamento definitivo nella nuova sede rimasta successivamente in uso.

### Il crollo del soffitto
Il 29 novembre 2013, durante l'ora di italiano, l'ultima della giornata, nella classe I C del Liceo, il soffitto è crollato. È risultato che a crollare sia stato un intradosso, lato inferiore di una struttura. Sono state riportate ferite da due studenti e da un'insegnante, per la quale è stato necessario il ricovero.
A causa della gravità della situazione, l'allora dirigente scolastico Valentina Savona, sentite le autorità competenti in prevenzione e sicurezza, prese la decisione di chiudere quell'ala del Liceo e dividere gli studenti presso altre sedi succursali.

## Architettura

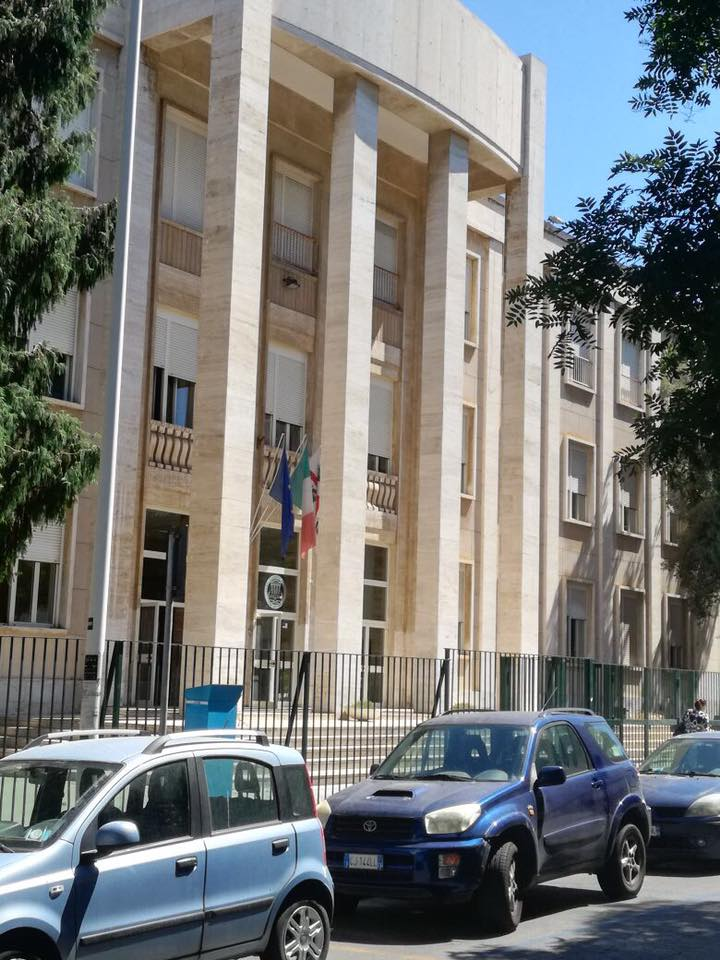
Ingresso

Il progetto del 1933 proponeva una costruzione con un fronte amplissimo, forato da 14 aperture in ciascuno dei tre piani, ritmati da paraste che dividono la facciata in diverse parti. Le finestre, trifore e a una sola luce, erano architravate, mentre gli ingressi erano ad arco. Il fabbricato era completato nella parte alta da torrette a tre luci che lo chiudono in modo simmetrico. L'edificio era in stile eclettico.

Il progetto del 1953 mostra invece un edificio, situato ai piedi di Monte Urpinu, caratterizzato da una struttura in cemento armato con pianta simmetrica. L’elemento più significativo è il pronao architravato in corrispondenza dell’ingresso principale, situato dopo una breve scalinata che permette l’accesso a un atrio nel quale si apre una scala a forbice. La costruzione ripete la regolarità delle aperture in tutte le facciate, realizzate con travertino nel prospetto principale e con il mattone a vista in quelli laterali.

Il 5 febbraio 1963 fu inaugurata l’Aula Magna e negli anni successivi furono apportate modifiche interne sia per la realizzazione di aule speciali, sia per l’adeguamento alla sicurezza.

### Aule speciali e laboratori
All'interno della sede centrale sono presenti:
- l'aula magna inaugurata nel 1963 e intitolata nell'anno scolastico 2020/21 all'illustre studente Antonio Gramsci
- un laboratorio di fisica e scienze[2]
- un laboratorio di chimica[3]
- una biblioteca, situata al pian terreno che ospita circa 16.000 volumi alcuni dei quali provengono dalla sede originaria dei Gesuiti[4]
- tre laboratori multimediali, due di informatica e uno linguistico[5]
- un impianto sportivo interno dotato di attrezzature per l'atletica di base e uno spazio esterno[senza fonte]

## Origine del nome
L’intitolazione a Giovanni Maria Dettori, docente di teologia morale all’Università di Torino, avvenne ufficialmente il 14 maggio 1865.

Il 4 marzo 2016, a conclusione del 150º anniversario dall'intitolazione a Giovanni Maria Dettori, il Liceo allestì una mostra, nella Sala dell'ex Biblioteca dell'EXMA di Cagliari, curata dal docente di Storia dell'Arte Franco Masala.

## Alunni illustri
Tra gli allievi illustri che sono stati studenti del "Dettori" vi sono Antonio Gramsci, Giuseppe Dessì, Francesco Alziator, Marcello Serra e Filippo Figari. Oltre questi anche Valeria Marini.

## Sedi
A causa del notevole incremento degli studenti del Liceo, è stato necessario utilizzare, oltre alla sede centrale di via Cugia, altre sedi succursali. Hanno ospitato classi del Liceo Dettori numerose scuole del circondario, tra cui la scuola elementare "Alberto Riva", l'istituto tecnico commerciale "Pietro Martini", l'istituto tecnico per geometri "Ottone Bacaredda" e l'istituto tecnico commerciale "Fabio Besta", quest'ultimo utilizzato in occasione del crollo.

La sede succursale del Liceo si trova in via Rolando a Cagliari, presso l'ex scuola primaria Monte Mixi.

## Pubblicazioni
- Annuario a.s. 1876-1877, Cagliari, 1878
- Elenco degli alunni a.s. 1894-1895, Tipografia Dessì, Cagliari, 1895
- Annuario a.s. 1913-1914, Tipografica Sarda, Cagliari, 1914
- Annuario a.s. 1923-1924, Tipografia Melis-Schirru, Cagliari, 1925
- Annuario a.s. 1959-1960, Cagliari, 1961
- Annali del Liceo Classico "G.M. Dettori" di Cagliari, Edizioni del Centro Librario, Bari, 1963
- Cagliari: il cimitero monumentale di Bonaria, a cura di Maddalena Sotgiu, AM&D, Cagliari, 1998
- Virtù in posa, a cura di Maddalena Sotgiu, Grafica del Parteolla, Dolianova, 2002